# 内藤国夫
内藤 国夫（ないとう くにお、1937年5月27日 - 1999年7月8日）は、ジャーナリスト・評論家・著述家。毎日新聞編集委員。

## 経歴
- 1937年 兵庫県芦屋市に生まれる。
- 東京大学法学部卒業。在学中に自治会議長、六十年安保闘争を経験する。
- 1961年 丸山眞男の推薦を受けて毎日新聞入社。社会部畑を歩み[1]、東京都庁担当、警視庁キャップ、編集委員などを歴任。
- 1968年 東大闘争にて専従記者を務める。
- 1980年 毎日新聞退社、『現代』4月号に創価学会名誉会長の池田大作へのインタビューを掲載。
- 1994年 講演で「創価学会は特殊部落みたいな…」と発言し、部落解放同盟から抗議を受け謝罪。
- 1999年 食道癌により死去。

## 人物
- 死去するまで10年以上にわたり月刊誌「諸君!」誌上に「月刊創価学会問題」を連載し、創価学会批判を続けた。1995年8月号では、創価学会に関し「政界に進出し、国家権力と結びつく、また結びつこうとする権力志向、権力依存の宗教団体は邪教だということだ。オウムよりはるかに始末が悪い難問である」と述べた。
- 総評事務局長を務めた富塚三夫を国鉄マル生時代の戦友仲間と呼んだ[2]。

## 著書
- 『何が樺さんを殺したのか』
- 『ドキュメント東大紛争』文藝春秋 1969年
- 『公明党の素顔 - この巨大な信者集団への疑問』エール出版社 1969年
- 『新聞記者として』筑摩書房 1974年
- 『美濃部都政の素顔』講談社、1975
- 『新聞記者の世界　新聞現場からの新聞研究』みき書房 1977年
- 『インタビュー入門　インタビューの方法と実際』みき書房 1978年
- 『創価学会の野望 宗教法人を逸脱した数々の策動』日新報道1978
- 『ハガキ無宿 郵政マル生の内幕』毎日新聞社　1979
- 『創価学会に未来はあるか 「興」から「亡」へ動き出した巨大集団の実相』藤原弘達共著　日新報道　1979
- 『私ならこう書く』ごま書房1980 ゴマブックス
- 『崩壊する創価学会 「公明党の素顔」から11年』エール出版社 1980年
- 『愛すればこそ 新聞記者をやめた日』文芸春秋　1981
- 『新聞この仁義なき戦い 朝毎読泥沼の販売戦略』大陸書房　1982
- 『幻想大国 「奇蹟の日本経済」の構造』講談社　1982
- 『坪内寿夫・経営とはこうするんや 奇跡を呼ぶ男』講談社　1983　のち文庫
- 『悶死 中川一郎怪死事件』草思社 1985年
- 『創価学会池田大作のあくなき野望 いまや、“池田教"に変質した泥沼組織のゆくえ』日新報道　1986
- 『高速道路は金のなる木か 怒れ!ドライバー!!』ダイナミックセラーズ 1989年
- 『創価学会・公明党スキャンダル・ウォッチング - これでもあなたは信じますか』日新報道 1989年
- 『会社を頼るな信じるな』東洋経済新報社　1993
- 『今、改めて問う創価学会・公明党』五月書房　1995
- 『男の渡る橋 エリートたちの栄光と挫折』主婦と生活社　1997
- 『都知事とは何か - 青島・鈴木・美濃部に見る都知事の器量』草思社 1999年